# Khady Diallo
Pour l'actrice et animatrice, voir Khady Diallo (animatrice).
Pour les articles homonymes, voir Diallo.
Khady Diallo, née en 1955 à Abidjan est une productrice audiovisuelle, spécialisée en ingénierie culturelle ivoirienne. 
Encyclopédiste, elle dirige depuis le 1er octobre 2014 la Commission nationale de la Francophonie de Côte d'Ivoire. Elle est à ce titre administratrice du Campus Senghor - Côte d'Ivoire.

## Biographie

### Études et diplômes
Khady Diallo a obtenu son baccalauréat en 1973 et son certificat de Productrice Audiovisuelle en 1977 à la Société française de production à Paris. Elle s’est spécialisée en ingénierie culturelle en 1996, auprès du BIC (Bureau d’Ingénierie Culturelle) de Paris.

### Production télé
De retour en Côte d'Ivoire en 1979, elle produit à la Radiodiffusion-Télévision ivoirienne (RTI), J’aime la télé, la première émission en continu de la grille des programmes avec Roger Fulgence Kassy comme premier animateur. Puis elle anime à la RTI, l'émission matinale Le guide des métiers. Ensuite elle produit le jeu Seul dans la Cité avec Soro Solo comme animateur. En 1996, avec Bruno Airaud, elle coproduit Société Africaine et SIDA, la première émission de télé en Côte d'Ivoire, qui donne la parole à des malades du SIDA. Elle a aussi produit la version ivoirienne de l'émission Génies en herbe . Elle est également membre du Conseil d’administration de la RTI, membre du Comité de restructuration de la RTI et secrétaire générale de l’Association des régisseurs publicitaires de Côte d’Ivoire (ANERPCI).

### Édition
De 1983 à 1989, Khady Diallo a coordonné les travaux d’édition du Grand Dictionnaire Encyclopédique de Côte d’Ivoire (GDECI) pour le compte des Nouvelles Éditions Africaines, puis pour celui du ministère de l’Enseignement Supérieur, chargé d'achever l’ouvrage après la dissolution des Nouvelles Éditions Africaines. Cette œuvre rédigée en six volumes par une équipe de chercheurs ivoiriens a été dirigée par le français Raymond Borremans  et éditée en France par la maison Berger Levraut.

## Mode

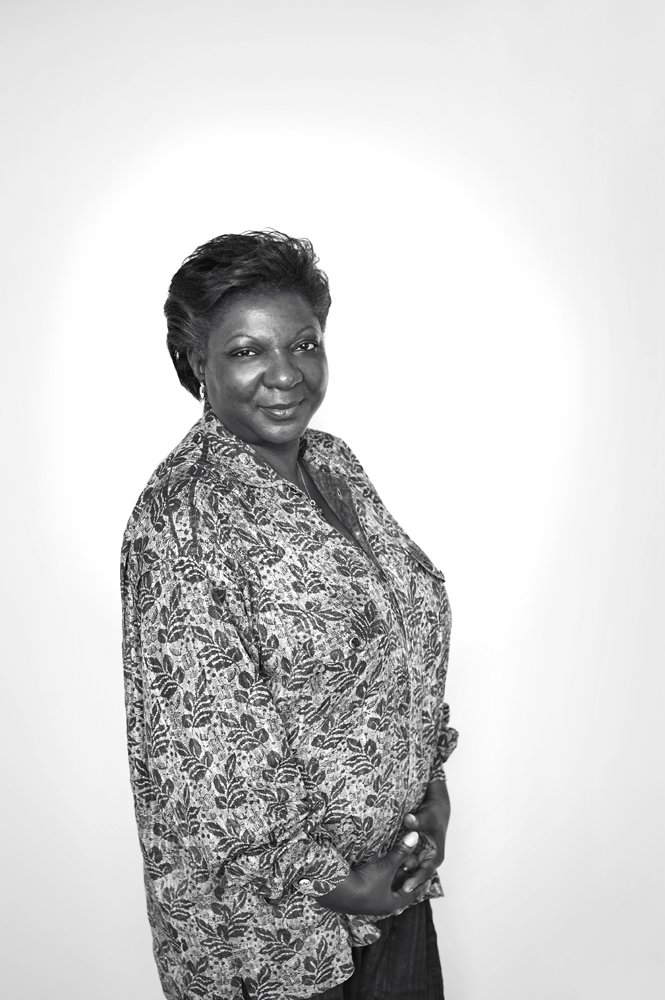

Khady Diallo a créé en 1987 avec le styliste Chris Seydou, l’Association des Créateurs de Mode, de Textile et de Design d’Afrique et a travaillé comme Consultante nationale pour le développement de ce secteur pour l’Union Européenne et la Coopération française.  Elle fut la Commissaire générale du premier Salon africain de la mode, du textile et du design, le Kpalezo pour le Ministère de la Culture. En 2010, elle est le Commissaire du Pôle Mode du 3e Festival mondial des arts nègres qui se tient à Dakar, au Sénégal.

## Automobile
Du 23 novembre au 21 décembre 1985, Khady Diallo a participé au Raid Automobile féminin de la chaîne hôtelière PLM-ETAP/Frantel, La Femme africaine à la découverte de son continent. Elle représentait la Côte d’Ivoire parmi quarante autres participantes d’Afrique, d’Europe et d’Amérique. En 27 jours, ce sont 9 000 km qui ont été parcourus en automobile par ces « Amazones de la route », à travers dix pays d’Afrique de l’Ouest et Centrale.

## Administration
Khady Diallo est nommée le 24 août 2007, attachée culturelle à l’ambassade de Côte d’Ivoire en France par décision conjointe du ministre de la C et de la francophonie et du Ministre des affaires étrangères de la République de Côte d’Ivoire. Avant sa prise de fonction à l’Ambassade de Côte d’Ivoire à Paris, elle  a servi comme Conseiller technique du Ministre de la Culture et de la Francophonie chargée des relations extérieures et des NTIC, de 2004 à 2007. 
Elle  participe en 1998, en qualité de consultante nationale, à la mise en place du programme de soutien aux initiatives culturelles décentralisées (PSIC) initié par l’Union européenne. Elle se spécialise dans les projets d’ingénierie culturelle et notamment dans la recherche de financements pour ces projets. En 1999, le Ministère des Infrastructures Economiques lui confie le poste d’Adjoint du Commissaire général  pour l’organisation du Congrès de l’UPU, initialement prévu en Côte d’Ivoire. Elle contribue à la rédaction de plusieurs ouvrages et publications et organise, en 2004, pour le compte de l’ENA, un programme de formation en Communication et nouvelles technologies pour les cycles supérieur et moyen-supérieur. Depuis octobre 2014, elle est le correspondant national de l'OIF en Côte d'Ivoire et administratrice du Campus Senghor-CI.